# 琴白山俊也
琴白山 俊也（ことはくさん としや、1961年6月1日 - ）は、石川県小松市出身で佐渡ヶ嶽部屋に所属した元大相撲力士。本名は釜野 俊也（かまの としや）。身長183cm、体重131kg。得意手は右四つ、下手投げ。最高位は東十両4枚目（1990年9月場所）。血液型はO型。

## 来歴
小学生時はサッカー、中学時代は野球部に所属していた。中学卒業直前に後援会の人から佐渡ヶ嶽親方（元横綱・琴櫻）を紹介され勧誘された。高校に進学し野球部に所属したものの、以前佐渡ヶ嶽親方の話を聞き相撲に魅力を感じていたので1ヶ月ほどで高校を中退し、佐渡ヶ嶽部屋に入門。1977年5月場所に初土俵を踏んだ（同期に陣岳がいた）。体重がなかなか増えず、三段目、幕下で長く苦労した。その間、三段目で同部屋力士（琴東郷）と優勝決定戦に進んだこともあった（琴白山が優勝）。徐々に体重も増えだし、幕下上位でも勝ち越せるようになり1989年9月場所には十両に昇進した。しかし、4勝11敗と星が伸びず1場所で幕下に陥落した。幕下上位で一進一退を続けていたが、1990年7月場所に十両に復帰。序盤から好調で終盤まで優勝争いに加わり、11勝4敗の好成績を残した（これが唯一の勝ち越し）。翌9月場所には入幕を狙える地位まで番付を上げたが6勝9敗と負け越してしまい、十両に定着するのがやっとだった。1991年7月場所を最後に幕下に陥落し、十両復帰を目指して土俵に上がり続けたが、1992年3月場所を最後に現役を引退した。

## 主な成績
- 通算成績：348勝330敗9休 勝率.513
- 十両成績：54勝66敗 勝率.450
- 現役在位：90場所
- 十両在位：8場所
- 各段優勝
  - 三段目優勝：1回（1985年3月場所）

### 場所別成績
| | 一月場所 初場所（東京） | 三月場所 春場所（大阪） | 五月場所 夏場所（東京） | 七月場所 名古屋場所（愛知） | 九月場所 秋場所（東京） | 十一月場所 九州場所（福岡） |
| --- | ----------------------- | ----------------------- | ----------------------- | --------------------------- | ----------------------- | --------------------------- |
| 1977年 （昭和52年） | x                       | x                       | （前相撲）              | 東序ノ口14枚目 5–2          | 西序二段91枚目 5–2      | 東序二段43枚目 3–4          |
| 1978年 （昭和53年） | 東序二段53枚目 0–7      | 西序二段99枚目 4–3      | 東序二段63枚目 3–4      | 西序二段78枚目 6–1          | 西序二段23枚目 2–5      | 西序二段45枚目 3–4          |
| 1979年 （昭和54年） | 東序二段62枚目 5–2      | 東序二段23枚目 2–5      | 西序二段47枚目 5–2      | 西序二段7枚目 2–5           | 西序二段30枚目 5–2      | 西三段目88枚目 4–3          |
| 1980年 （昭和55年） | 西三段目65枚目 5–2      | 西三段目32枚目 3–4      | 西三段目43枚目 2–5      | 東三段目66枚目 4–3          | 東三段目50枚目 6–1      | 東三段目6枚目 2–5           |
| 1981年 （昭和56年） | 東三段目27枚目 4–3      | 西三段目11枚目 3–4      | 西三段目23枚目 3–4      | 東三段目34枚目 5–2          | 東三段目4枚目 4–3       | 西幕下50枚目 2–5            |
| 1982年 （昭和57年） | 西三段目9枚目 4–3       | 西幕下55枚目 3–4        | 東三段目7枚目 5–2       | 東幕下43枚目 4–3            | 東幕下31枚目 2–5        | 西幕下50枚目 4–3            |
| 1983年 （昭和58年） | 東幕下43枚目 3–4        | 西幕下59枚目 2–5        | 東三段目21枚目 5–2      | 東幕下54枚目 5–2            | 西幕下34枚目 4–3        | 西幕下27枚目 3–4            |
| 1984年 （昭和59年） | 西幕下37枚目 3–4        | 西幕下49枚目 5–2        | 西幕下29枚目 3–4        | 西幕下38枚目 3–4            | 東幕下48枚目 3–4        | 東幕下60枚目 1–6            |
| 1985年 （昭和60年） | 東三段目30枚目 4–3      | 東三段目16枚目 優勝 7–0 | 西幕下26枚目 5–2        | 西幕下13枚目 4–3            | 東幕下8枚目 4–3         | 東幕下5枚目 2–5             |
| 1986年 （昭和61年） | 東幕下19枚目 5–2        | 西幕下9枚目 3–4         | 西幕下14枚目 4–3        | 東幕下11枚目 5–2            | 西幕下3枚目 3–4         | 東幕下8枚目 3–4             |
| 1987年 （昭和62年） | 西幕下13枚目 5–2        | 東幕下7枚目 4–3         | 西幕下4枚目 4–3         | 西幕下筆頭 2–5              | 西幕下12枚目 5–2        | 西幕下3枚目 3–4             |
| 1988年 （昭和63年） | 東幕下9枚目 1–6         | 西幕下35枚目 3–4        | 西幕下44枚目 6–1        | 東幕下22枚目 5–2            | 東幕下11枚目 5–2        | 西幕下4枚目 1–6             |
| 1989年 （平成元年） | 西幕下23枚目 5–2        | 西幕下12枚目 3–4        | 西幕下18枚目 6–1        | 東幕下5枚目 5–2             | 西十両13枚目 4–11       | 西幕下5枚目 5–2             |
| 1990年 （平成2年） | 東幕下3枚目 4–3         | 東幕下2枚目 4–3         | 西幕下筆頭 4–3          | 西十両13枚目 11–4           | 東十両4枚目 6–9         | 東十両7枚目 7–8             |
| 1991年 （平成3年） | 東十両8枚目 7–8         | 東十両10枚目 7–8        | 西十両10枚目 7–8        | 西十両11枚目 5–10           | 西幕下4枚目 0–5–2       | 東幕下39枚目 2–5            |
| 1992年 （平成4年） | 西三段目筆頭 4–3        | 西幕下53枚目 引退 0–0–7 | x                       | x                           | x                       | x                           |
| 各欄の数字は、「勝ち-負け-休場」を示す。 優勝 引退 休場 十両 幕下 三賞：敢=敢闘賞、殊=殊勲賞、技=技能賞 その他：★=金星 番付階級：幕内 - 十両 - 幕下 - 三段目 - 序二段 - 序ノ口 幕内序列：横綱 - 大関 - 関脇 - 小結 - 前頭（「#数字」は各位内の序列） |                         |                         |                         |                             |                         |                             |

## 改名歴
- 琴白山 俊也（ことはくさん としや）1977年5月場所 - 1992年3月場所